# 臺灣糖業史

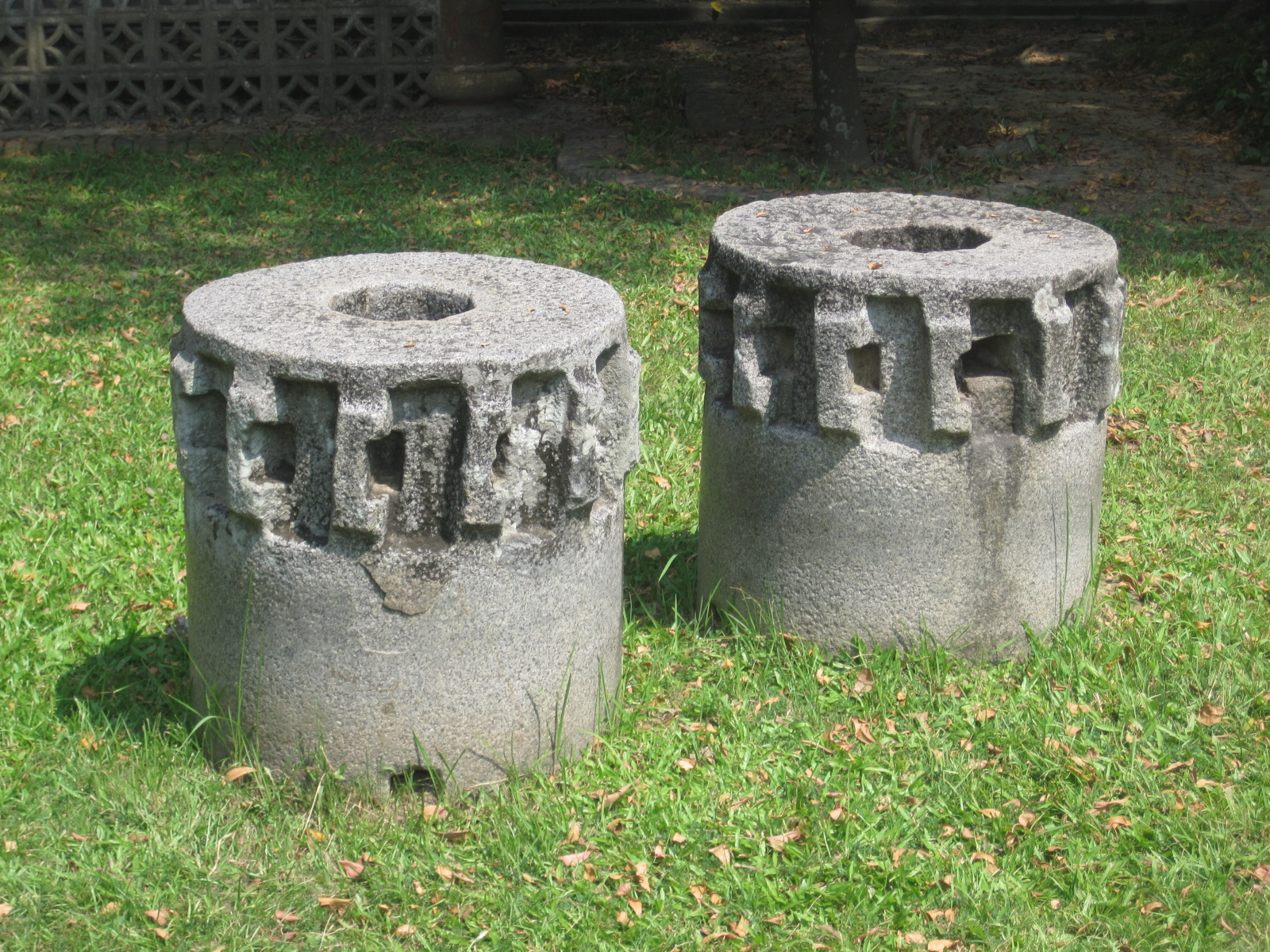
蔗車（榨蔗石車，亦稱石車），傳統糖廍用以壓榨甘蔗的設備。

臺灣糖業史是指製糖業在臺灣的發展沿革，大約始自17世紀的荷蘭統治時期，從那時人們便種植甘蔗為原料來生產蔗糖，以作為臺灣主要出口商品。其產量最高紀錄為1939年的141萬8731公噸:139；此後，受第二次世界大戰影響產能衰退，製糖工廠也多在戰爭中受嚴重破壞。戰後，台灣糖業公司成立並修復製糖設備，將其整併為36間糖廠，糖產量一度在1977年回升到106萬9547公噸:142。1960年代，食用糖品出口比重降低；最後，臺灣從昔日的出口地區轉變為進口地區。:1392010年代，台糖公司只剩下虎尾、南靖（已於2009年停止製糖業務）、善化三間蔗糖廠以及小港煉糖廠仍在運轉。:230

## 史前時期
在荷蘭東印度公司到臺灣之前，元朝汪大淵所著之《島夷志略》中提及「琉求」居民會「釀蔗漿為酒」，而荷蘭的《巴達維亞城日記》於1624年2月記載「蕭壠產甘蔗」，可以知道臺灣平埔族可能最晚在14世紀時就已經知道種植及利用甘蔗，惟是否已經知道利用甘蔗製糖則不得而知。而清朝的《番社采風圖》的「糖廍」圖中人物以漢人為主，似乎製糖業技術為漢人所有，平埔族並未掌握製作蔗糖的技術。

## 荷治時期
荷蘭統治時期，荷蘭東印度公司招募漢人來到臺灣耕種，並且鼓勵漢人種蔗製糖，1638年時來臺的漢人已經有1萬到1萬1千人左右:15。1644年1月18日，荷蘭東印度總督送交阿姆斯特丹總公司的報告指出臺灣所生產的糖約有90萬斤（9000擔），至1652年，甘蔗種植面積達到稻田種植面積的1/3:25。當時主要出口對象是日本，1636年時外銷給日本的白糖有1萬2042臺斤，紅糖11萬0461臺斤:16，而1652年的外銷數量為8萬擔（約4800公噸）:25:27。
1662年荷蘭東印度公司為鄭成功所敗，退出臺灣後，荷蘭東印度公司便將其經營的製糖業重心移到爪哇，日後將其發展成世界重要糖產地，此外也使得東亞砂糖從歐洲、波斯市場消失:19。

## 明鄭時期
明鄭時期，由於鄭軍有缺糧的問題，故鼓勵種稻，糖產量一度下降，後來劉國軒受命從福建輸入新種蔗苗，並且從泉、漳聘請製糖名師改良技術，臺灣糖年產量達到18,000公噸:26:28。此一時期臺灣糖業的主要出口對象仍然是日本，藉此換取製造火器需要的銅鉛等金屬:18，1682年時輸出到長崎的糖有9,923擔，此外在1677年5月有一筆英船福爾摩沙號載運臺灣糖到印度的記錄:26。

## 清治時期
臺灣為清朝所統治之後，製糖業依然持續發展，而糖廍主要集中於今天的臺南一帶，清末時有八成糖廍都集中於此:78。而相較於荷蘭與明鄭對糖業採取政府掌控專賣的態度，清朝對於糖業的發展較為自由放任，不過基本上不太鼓勵製糖，而是鼓勵種稻，如高拱乾的《臺灣府志》中便有收錄〈禁飭插蔗并力種田〉一文:20。清朝初期臺灣糖進入中國大陸市場，往江蘇、浙江等地販售，雖有四川糖與之競爭，但臺灣糖仍佔有一席之地，此外也持續對日本出口:27。由於製糖業的日漸興盛，當時在臺灣的一些通商口岸，形成了專門經營食糖買賣郊商，如臺灣府城三郊之一的糖郊李勝興、笨南北港糖郊、鹿港糖郊金永興等等，而鹽水港一帶也有不少糖郊活動，而除了糖郊以外，艋舺泉郊金晉順也有出口臺灣糖的記錄:24。而除了江浙市場外，康熙末年臺灣糖已逐漸進入渤海沿岸市場，道光十三年（1833年）時，廣東登記報（Canton Register）說每年運送臺灣糖到天津的戎克船有20多艘，而咸豐六年（1856年）時臺灣糖僅運往中國華北地區的糖便有16萬擔，其中三分之一為白糖，剩下的是赤糖，價值達47萬銀元，而在這一年美國洛必納特（Robinet）洋行也到臺灣打狗（今高雄市鼓山區南部）從事食糖出口:28。
臺灣開港之後，臺灣糖的外銷市場擴大，如同治十二年（1873年）時澳洲墨爾本砂糖公司（Melbourne Sugar Houses）即派人到打狗訂購大批砂糖:28。後來在光緒二年（1876年）因為西印度群島的甘蔗與法國甜菜歉收，糖價因而上漲，刺激了臺灣糖的產量，於四年後（1880年）達到7萬2849公噸，出口量達到達到1億4150萬磅（約6萬4240公噸），為清朝臺灣糖業產量的最高峰:29、140。光緒十年（1884年）臺灣糖大產，糖價從每擔2.8元下降到1.5元，導致外國糖商來臺搶購:29。不過在中國大陸市場方面，傳統的糖郊仍很有競爭力，駐臺南的英國領事館即有報告說由於「華人糖業工會（Chinese sugar Guilds）」相當團結，極力杯葛外商，外商運糖到華北過了幾個月卻賣不出去，但華人載去賣的糖很快便賣完了，導致外商完全退出華北食糖市場:25。此外由於外商經營上需要仰賴買辦的協助，而買辦也利用機會獲利，財富長久累積下來甚至能和洋行匹敵，例如打狗的糖行在競爭之後，幾乎為買辦陳福謙的順和行所控制，且憑藉其當買辦的經驗，能以比洋行更低的價格買入蔗糖，而且由於順和行自己就有在日本橫濱、神戶、大阪開設「分棧」，故能自行運糖到日本販賣，不必經由洋行轉運，導致影響洋行在日本的發展:25。
但是後來由於中法戰爭期間法軍封鎖臺灣港口，清朝政府加收釐金稅等因素，澳洲糖商與英國糖商先後退出臺灣市場:29。當美國開始對進口糖課予重稅後，臺灣糖也失去了美國市場，僅主要出口到香港與日本:29。而在臺灣割讓給日本之前，全臺灣的糖廍在光緒二十年（1894年）已有1275所:29。
而在臺灣開港到失去歐美市場的這段時間，臺灣製糖工人的日薪從斗六一帶的16錢到苗栗一帶的25錢都有，為中國福建一帶工資的兩到三倍，使臺灣人民的生活大為改善，有英國領事便指出臺灣是當時中國衣著最進步的地方:23。

## 日治時期

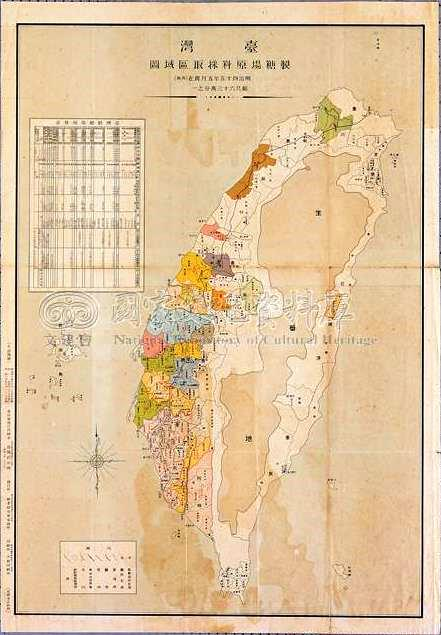
1912年的全臺製糖廠原料採取區域圖

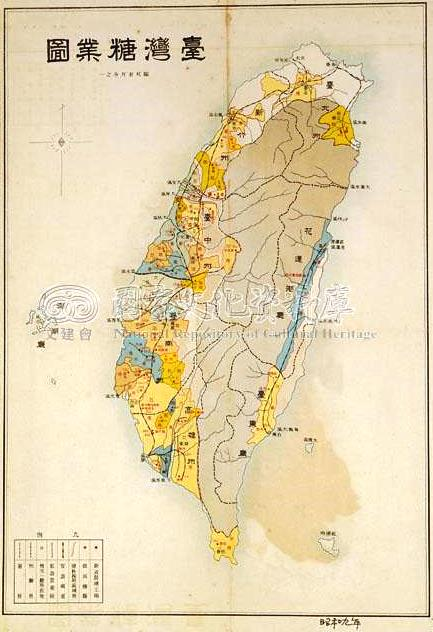
1934年臺灣糖業圖

日本在取得臺灣之前，一直是砂糖進口國，造成相當程度的入超，而日本主要的進口對象便是臺灣，從17世紀便開始進口，而在清乾隆年間成書的《續修臺灣府志》即提到日本長崎最喜歡臺灣貨，臺灣生產的白糖、青糖、鹿獐等皮「價倍他物」，故日本取得臺灣之後積極發展臺灣糖業，以求日本食糖的自給自足。
明治時期
日本剛開始統治臺灣時，糖業的生產仍由傳統糖廍進行，直到明治三十三年（1900年）12月成立臺灣製糖株式會社，並於今高雄橋頭設置臺灣第一座新式糖廠「橋仔頭製糖所」後，改變了臺灣糖業的生產方式:50。而在臺灣製糖成立前第四任臺灣總督兒玉源太郎已於1900年1月請正在訪美的農學博士新渡戶稻造協助調查各國糖業與糖政設施，而後新渡戶博士在詳細調查，並在歸途上視察埃及與荷屬東印度（爪哇）等地的糖業:40。之後新渡戶博士受聘為臺灣總督府殖產局長，於明治三十四年（1901年）9月提出《糖業改良意見書》，書中有7點改良辦法、11項保護獎勵方案與14項對於糖業設施及機構的改良意見:41，臺灣總督府接納其意見後，於隔年6月14日頒布了〈糖業獎勵規則〉並成立臨時臺灣糖務局處理相關業務:43:33。〈糖業獎勵規則〉主要是以資金補助、確保原料、市場保護三方面的措施組成，資金補助主要針對新式糖廠，提供購買製糖機器等補助，而在明治四十年（1907年）後改著重振興蔗作，提供肥料或購買肥料的補助，以及蔗苗與水利工程的補助；在確保原料方面則將全臺蔗作區劃分或指定為各個原料採取區域，以防止製糖會社濫設與各工場互搶原料而影響蔗價，各原料採取區內的蔗農未經許可，不得將甘蔗運到區域外或作為砂糖以外製品的原料；市場保護方面則是運用關稅壁壘的方式來保護臺灣糖業的發展:34。另外在明治三十五年（1903年）5月14日時，於臺南大目降（今臺南新化）設置甘蔗試作場，兩年後（1905年）又在試作場附設糖業講習所，分別進行甘蔗的栽培研究與農工的培訓:46。
此外日本統治初期，歐美洋行在臺灣還有一定勢力，三井物產株式會社於明治三十五年（1902年）在臺南設立辦事處後，開始攏絡洋行買辦，並自行用船運送砂糖，不久日本橫濱的增田屋與安部幸兵衛商店合組合股會社加入臺灣糖業運輸的競爭，臺灣總督府方面亦刻意扶持日本的商船會社，迫使英商道格拉斯汽船公司退出臺灣市場，打擊洋行在臺優勢:31。日俄戰爭（1904年）後，歐美糖商已大多退出臺灣市場，只剩英商怡記洋行等仍在經營，日後一度成立F.S.D會社（The Formosa Sugar and Development Company, Ltd.），經營位在今臺南永康的三崁店製糖場等糖業工廠，但最後該公司仍被臺灣製糖併購，歐美資本自此退出臺灣糖業:31。
然而新式糖廠的投資引進因為當時日本工業技術還不成熟，且受到日俄戰爭影響，初期並不順利，於是在此背景之下臺灣出現了「改良糖廍」:35，是一種保有舊式糖廍營運形式與規模，但內部則改用新式機器製糖的糖廍:37。改良糖廍大約在明治三十八年（1905年）左右開始出現，當時只有四家，但在日資尚未大舉入臺，新式糖廠也未大量設置的情況下，臺灣資本家紛紛投資改良糖廍，僅過了三年數量便增長到61家，期間雖因為法令的關係一度減少，但於明治四十四年（1911年）達到全盛期，共74家，但隨即就因連續兩年（1911、1912年）的暴風雨重創臺灣糖業以及新式糖廠大量建設，改良糖廍大量衰減，至日治時期結束僅剩下幾家而已:37。而在這段改良糖廍的活躍期，舊式糖廍大幅倒閉，在改良糖廍全盛期（1911年）時僅剩不到200家，即從進入日治時期後有1000多家舊式糖廍倒閉。:37
而在改良糖廍沒落之前，在臺灣的新式製糖會社於明治三十八年（1905年）到明治四十二年（1909年）期間逐漸出現，除先前早已設立的臺灣製糖外，尚有鹽水港製糖、新興製糖、明治製糖、東洋製糖、林本源製糖、新高製糖、大日本製糖進入臺灣糖業市場:56。而由於臺灣糖業利潤頗高，一度有經濟學者提出將糖業國有化的想法，但是由於明治四十二年（1909年）爆發了大日本製糖的日糖事件醜聞，使日本政府一度差點接收已嚴重虧損的大日本製糖，導致日後日本政府放棄糖業國有化的想法:40。新式製糖會社在明治四十三年（1910年）大量創建，如臺北製糖、北港製糖、斗六製糖、帝國製糖、中央製糖等，原本新式製糖工場在明治四十一年（1908年）時只有8間，隔年便增加到15間，明治四十五年（1912年）時達到29間:44。而促使此一現象的因素，主要有〈樸資茅斯條約〉（1905年）帶來的2000萬日圓賠償、明治四十年（1907年）日本向法國借到的三億法郎令日本的經濟得以紓困，且與清朝簽訂〈滿州善後條約〉能從滿州取得工業原料促使日本工業發展，而在經濟與產業好轉後，資本家的投資意願提升，且先前影響臺灣糖業的〈輸入原料砂糖戻稅法〉也將於明治四十二年（1909年）到期，故吸引日資投入臺灣糖業:43。此外臺灣縱貫鐵路的完成（1908年）與株式會社三井銀行設立（1909年10月）亦對日資進入臺灣糖業有所促進。:44
而在日治時期，臺灣的製糖業被定位成是為了日本本土精糖生產原料（粗糖）的存在，雖然並未明文規定，但臺灣總督府對於精糖工廠的設置多所抵制:48。但此一做法令日籍資本家多所不滿，因為強制把粗糖運回日本再製成精糖只是徒增成本，遂進行遊說，使臺灣的糖廠可以生產精糖以外的糖，其中最具代表性的是明治四十二年（1909年）鹽水港製糖率先生產的「耕地白糖」:49。此外也有其他製糖會社改從其他方面著手，如大日本製糖的藤山財團就曾在朝鮮與北海道投資研製甜菜糖，明治製糖之後也投入甜菜糖研製，一度威脅到臺灣蔗糖，但隨著歐洲在第一次世界大戰後產業復甦，甜菜糖生產仍以歐洲為主。:49

### 日治時期糖廠發展
以下為除了三五公司源成農場外，四大製糖會社發展的譜系，包含其所合併的製糖會社與所屬糖廠。
- 台灣製糖 (橋頭、後壁林、車路墘、東港、阿緱製糖所；九州、神戶工場)
  - 新興製糖 (大寮製糖所)
  - 大東製糖
    - 南昌製糖 (公館工場)

  - 台南製糖 (灣裡製糖所)
  - 埔里社製糖 (埔里製糖所)
  - 台北製糖 (台北製糖所)
  - 怡記製糖 (三崁店製糖所)

- 鹽水港製糖 (新營、岸內、花蓮港製糖所；大阪工場)
  - 高砂製糖 (旗尾製糖所，1927年售予台灣製糖)
  - 恆春製糖 (恆春製糖所，1927年售予台灣製糖)
  - 林本源製糖 (溪州製糖所)
  - 台東製糖 (卑南工場，1943年售予明治製糖)

- 明治製糖 (蒜頭、蕭壠製糖所；川崎、戶畑、清水、士別工場)
  - 麻豆製糖 (總爺製糖所)
  - 東洋製糖 (烏樹林、南靖製糖所)
  - 中央製糖
    - 三發製糖 (南投製糖所)

  - 大和製糖 (溪湖製糖所)

- 大日本製糖台灣支社 (虎尾、龍巖製糖所)
  - 東洋製糖
    - 斗六製糖 (斗六製糖所)
    - 北港製糖 (月眉、北港製糖所)
    - 台中製糖 (烏日製糖所)

  - 新高製糖 (彰化、大林製糖所)
  - 昭和製糖
    - 台南製糖
      - 安泰糖廍 (大崗山工場)
      - 雲林拓殖 (竹山工場)
      - 永興製糖 (玉井製糖所)
      - 宜蘭殖產 (二結製糖所)
      - 沖台拓殖、宮古製糖

    - 新竹製糖
      - 苗栗製糖 (苗栗製糖所)
      - 宜蘭製糖 (大湖工場)

    - 沙鹿製糖 (沙鹿製糖所)

  - 帝國製糖 (台中、潭子製糖所)
    - 南日本製糖 (新竹、竹南製糖所)

## 戰後時期
戰後，台灣糖業公司（簡稱台糖）成立，接收日本資本家所留製糖產業設備，並修復於戰爭中毀壞之生產設備。因臺灣在戰後初期的經濟型態仍是以農業為主，台灣糖業公司所帶領之製糖產業亦在其中扮演重要角色，於往後數十年間為臺灣賺進大量外匯，並因此在臺灣產業結構轉型過程中扮演重要角色。1950至60年代，台灣糖業公司更因大量外銷製糖產品，成為當時臺灣最大的企業。後來，隨著國際糖價長期低迷及生產成本過高等因素，臺灣製糖產業開始沒落。
1990年代，過去曾是其周邊居民就業與經濟重心的製糖工廠紛紛遭裁撤或合併，其中僅有少數轉型為觀光糖廠或繼續維持運作。此外，亦有少數私人糖廠自日治時期或戰後初期創業，並仍有幾家維持運作，如新南糖廠。

## 外部連結
- 國立臺灣歷史博物館 斯土斯民-臺灣的故事：臺灣糖業圖（1934年） （页面存档备份，存于）
- 台灣製糖工廠百年文史地圖 （页面存档备份，存于）
- 甘蔗與臺灣
- 陳治玄.閒話台灣糖業.科學發展 457期.2011 （页面存档备份，存于）
- 莊天賜.臨時臺灣糖務局與臺灣新製糖業之發展(1902-1911).國立臺灣師範大學歷史學系.2011

## 延伸閱讀
- 楊彥騏. . 貓頭鷹出版社. 2001-01-01  [2016-11-30]. ISBN 9789574695034. （原始内容存档于2019-08-20） （中文（臺灣））.